# OSX
OSX Brasil (B3: OSXB3) é uma empresa do Grupo EBX criada em 2009 que atua nas áreas de construção naval, leasing, serviços operacionais de navios e gestão de áreas arrendadas no Porto do Açu.

## História
A OSX foi criada em 2009 pelo empresário Eike Batista para fornecer plataformas de petróleo e serviços navais para a OGX (atual Dommo Energia), empresa de exploração de petróleo que pertencia então ao Grupo EBX. Para sua criação, Batista recorreu ao ex-executivo da Petrobrás por 26 anos e amigo pessoal Rodolfo Landim, em troca do cargo de diretoria executiva e participação de ações no grupo EBX.
Em 2010, a Hyundai Heavy Industries anunciou um acordo de compra de 10% das ações da empresa por valor não revelado. Além de aporte financeiro, o acordo previa transferência de tecnologia e a construção de um centro de pesquisas e formação no Rio de Janeiro ou Santa Catarina. No mesmo ano, abriu seu capital na Bolsa de Valores de São Paulo, obtendo R$ 2,82 bilhões.
O primeiro estaleiro da OSX originalmente foi proposto para a cidade de Biguaçu, em Santa Catarina, com perspectivas de investimentos de 2,5 bilhões de reais e geração de 5 mil empregos diretos e indiretos. Apesar de grande apoio inicial, questões judiciais acerca da fauna e flora e o início das construções do Superporto do Açu, fizeram Batista optar pelo Rio de Janeiro como cidade do primeiro estaleiro da OSX.

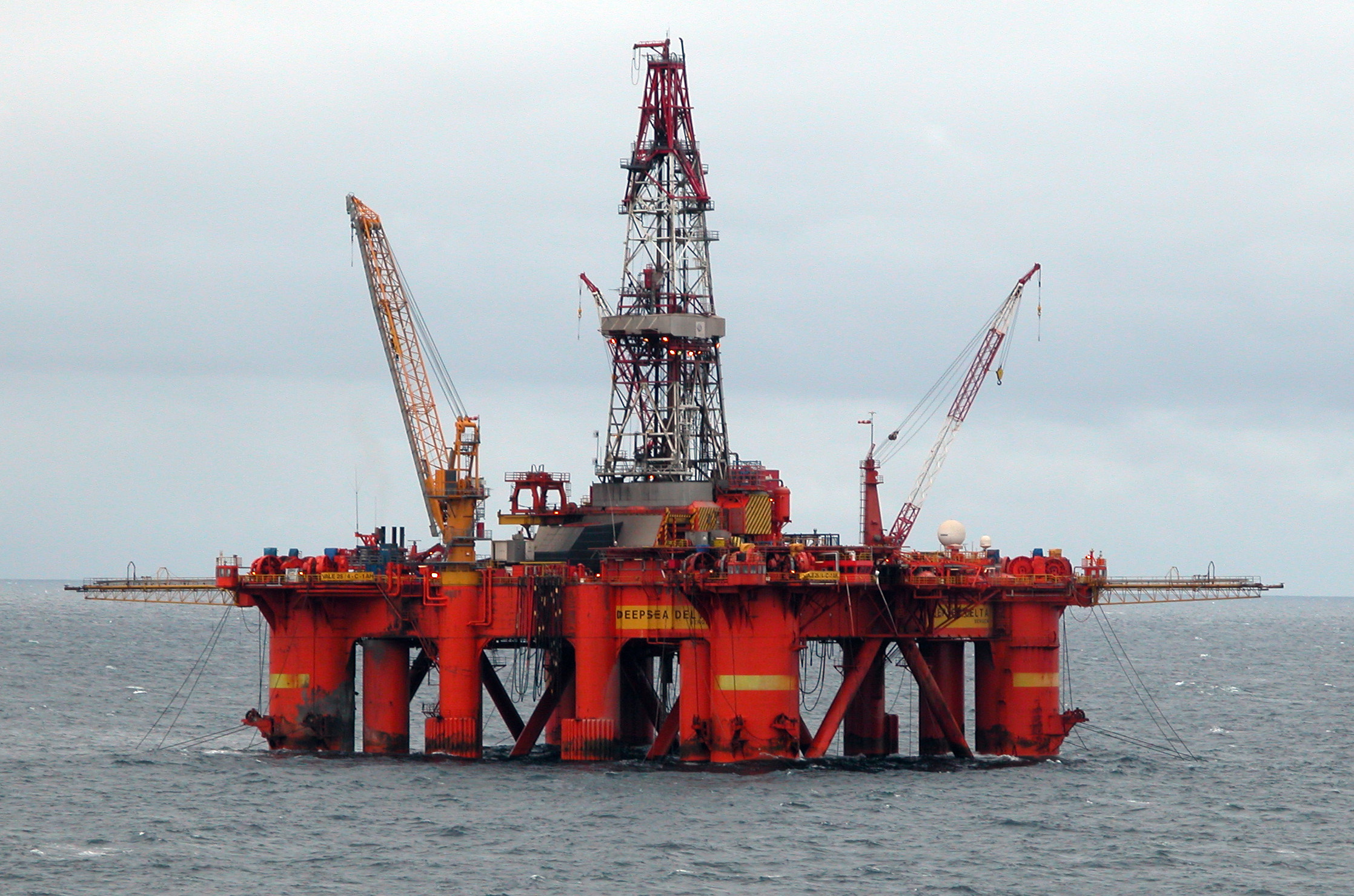
Plataforma TLWP semelhante à produzida pela OSX para exploração de petróleo em alto mar.

Em 2011, a Comissão Estadual de Controle Ambiental do Rio de Janeiro, concedeu a licença prévia ambiental para construção do estaleiro denominado "Unidade de Construção Naval de Açu" ou "UCN Açu" no Superporto do Açu. De acordo com os planos iniciais, o UCN Açu seria o maior estaleiro das Américas com 2.400 metros de expansão (podendo ser ampliado para até 3.500 metros) e construir simultaneamente até onze FPSOs e oito plataformas fixas. Em Julho do mesmo ano as obras foram inciadas com um orçamento estimado de R$ 3 bilhões e a geração de 3,5 mil empregos durante a fase de construção. Em Setembro de 2012 as obras atingiram 25% de conclusão.

### Recuperação Judicial
Por conta dos problemas financeiros e do cancelamento de encomendas da OGX em 2013, a OSX entrou em recuperação judicial com dívidas de mais de R$ 4,5 bilhões. O plano de recuperação judicial apresentado pela empresa foi homologado e aprovado em 2013. O plano aprovado previa o parcelamento das dívidas em 25 anos, a redução e a devolução de parte da área concedida pela LLX no Superporto do Açu, a redução da participação de Eike Batista na empresa e a cessão das operações do UCN Açu para a Prumo Logística.
A recuperação judicial foi encerrada em novembro de 2020. Houve uma reorientação dos negócios da empresa, com foco no aluguel e desenvolvimento de projetos por meio de sua subsidiária OSX Açu em áreas arrendadas pela OSX no porto do Açu.
No final de 2023, a empresa pediu nova recuperação judicial após a Prumo, controladora do Porto do Açu, cobrar dívida de 400 milhões de reais. Em janeiro de 2024, a justiça aceitou o pedido, a companhia tenta se recuperar de dívidas que somam cerca de 8 bilhões de reais.

## Críticas e controvérsias
A licença de instalação do UCN Açu foi concedida pouco tempo depois do empréstimo de aeronaves de Eike Batista ao ex-governador do Rio de Janeiro Sérgio Cabral para viagens pessoais, e também viagens relacionadas à candidatura da cidade para os Jogos Olímpicos de Verão de 2016. Fato que foi descoberto após a queda de um helicóptero que transportava a namorada do filho de Cabral. Uma audiência no Senado Federal foi realizada sobre o caso, em que Eike negou ligação entre seus negócios e a relação pessoal com o ex-governador.
Em audiência pública no processo de Eike Batista, Ivo Dworschak Filho (ex-executivo da empresa) afirmou que eram praticadas diversas práticas "inaceitáveis" na OSX, principalmente no ano de 2013, incluindo uma suposta venda de plataformas para a Maersk de forma irregular. O ex-gerente-geral da área Internacional da Petrobrás e delator da Operação Lava Jato, Eduardo Musa afirmou que a empresa fez parte do esquema de cartelização e pagamentos de propinas na Petrobras para disputar licitações na diretoria Internacional da estatal petrolífera.